# Giovanni Amistani
Giovanni Amistani (Brescia, 7 aprile 1831 – Verona, 5 gennaio 1907) è stato un militare italiano che partecipò alla Spedizione dei Mille.

## Biografia
Nacque a Brescia, dove esercitò la professione di scrivano.
Durante le Dieci giornate di Brescia combatté sulle barricate contro l'occupazione austriaca. Nel 1859 si unì all'esercito di Garibaldi partecipando alla Seconda guerra di indipendenza. Il 5 maggio 1860 si imbarcò con la spedizione dei Mille partecipando alle battaglie di Marsala, Calatafimi, Palermo e del Volturno dove fu ferito ad una gamba e conseguentemente promosso al grado di ufficiale.
Nell'elenco ufficiale dei partecipanti all'impresa, pubblicato sulla Gazzetta Ufficiale del Regno d'Italia del 12 novembre 1878, lo si trova al numero 15.
Morì a Verona il 5 gennaio 1907.